# Jan Henriksen
Jan Henriksen (15 de abril de 1946) é um ex-ciclista norueguês. Representou seu país, Noruega, nos Jogos Olímpicos de Verão de 1972 em Munique. Ele não completou a corrida em estrada.